# Mabilleodes
Mabilleodes is een geslacht van vlinders uit de familie van de grasmotten (Crambidae), uit de onderfamilie van de Odontiinae. De wetenschappelijke naam van dit geslacht is voor het eerst voorgesteld door Hubert Marion en Pierre Viette in een publicatie uit 1956.

## Soorten
- Mabilleodes alacralis Hayden, 2011
- Mabilleodes anabalis Viette, 1989
- Mabilleodes catalalis Marion & Viette, 1956
- Mabilleodes catalalis (Viette, 1953)
- Mabilleodes kenrickalis (Marion & Viette, 1956)
- Mabilleodes lithosialis (Hampson, 1899)